# Војна историја Србије
Војна историја Србије протеже се преко 1200 година на Балканском полуострву током разних облика српске државности и српске војске.

## Историјски преглед

### Средњи век
Српска војска у средњем веку се првенствено састојала од лаке коњице и пешадије наоружане копљем, џилитом или луком и стрелом. Са растућим богатством од рударства, витезови плаћеници су регрутовани да допуне коњицу наоружану луком и копљем. То је омогућило Србима да се ефикасно боре ван својих планинских упоришта. Језгро војске чинила је племићка коњица (властела) наоружана копљем и луком у византијском стилу у раном средњем веку. Њих су све више допуњавали витезови западног стила, углавном Немци (у време владавине цара Душана ).
Војна тактика цара Душана састојала се у клинастим нападима тешке коњице са коњским стрелцима на боковима. У српској војсци било је много страних плаћеника, углавном Немаца као коњаника и Шпанаца као пешадије. Цар Душан Силни је и личну плаћеничку гарду, углавном састављену од немачких витезова. Витез по имену Палман био је командант ове јединице и био је вођа свих немачких плаћеника. Лаке коње давали су мађарски и кумански плаћеници. Касније у том периоду ову улогу су преузели српски копљански наоружани хусари. Пешадија је и даље укључивала лако наоружане трупе са копљем, иако су лук и самострел постали најважније пешадијско оружје у 14. веку. Напад оклопне коњице и витезова у западном стилу била је главна тактика пешадије која је следила. Дубровачки историчар Мавро Орбин забележио је да је кнез Лазар користио топове још 1373. године у рату против Николе Алтамановића у северној Србији. Деспот Стефан је наоружао своје витезове лаким ватреним оружјем (мускета „Фитиљача“), такође копљима, мачевима, бодежима, буздованима, луком и стрелама, самострелима, штитовима, оклопима, хелебардама и топовима. Такође је увео витешке турнире у европском стилу.

### Модерно доба и савремени период
Модерна српска војска датира још од Српске револуције која је започела 1804. Првим српским устанком против отоманске окупације Србије . Победе у биткама на Иванковцу (1805), Мишару (август 1806), Делиграду (децембар 1806) и Београду (новембар–децембар 1806), довеле су до успостављања Кнежевине Србије 1817. године. Потоњи Други српски устанак 1815–1817 довео је до пуне независности и признања Краљевине Србије и ослабио је османску доминацију на Балкану. У новембру 1885. године избио је српско-бугарски рат након бугарског уједињења и резултирао је бугарском победом. 1912. године избио је Први балкански рат (1912–1913) између Османског царства и Балканске лиге (Србија, Грчка, Црна Гора и Бугарска). Победе у Балканској лиги у бици код Куманова (октобар 1912), бици код Прилепа (новембар 1912), бици код Монастира (новембар 1912), бици код Адријанопоља (новембар 1912 до марта 1913) и опсади Скадра (октобар 1912. до априла 1913.) резултирало је поразом Османског царства, које је изгубило већину својих преосталих балканских територија према Лондонском уговору (мај 1913). Убрзо након тога избио је Други балкански рат (од јуна до августа 1913) када је Бугарска, незадовољна поделом територија, објавила рат својим бившим савезницима, Србији и Грчкој. Након низа пораза, Бугарска је затражила примирје и потписала Букурештански споразум из 1913. године, чиме је рат формално окончан.
Независност и све већи утицај Србије су у виђењу суседне Аустроугарске представљали опасност за њене планове, што је довело до босанске кризе 1908–09. Сходно томе, од 1901. године сви српски мушкарци старости од 21 до 46 година били су део људства на које се рачунало у случају мобилизације. Након убиства аустријског надвојводе Франца Фердинанда у јуну 1914. године, Аустроугарска је умешала Србе и објавила рат Србији (јул 1914), што је означило почетак Првог светског рата 1914–1918. Српске снаге су одбиле три узастопне инвазије Аустрије 1914, обезбеђујући прве веће победе у рату за савезнике, али су на крају биле савладане од стране комбинованих снага Централних сила (октобар–новембар 1915) и присиљене да се повуку кроз Албанију (1915–1915. 1916) на грчко острво Крф (1915–1916).
Српска војна активност после Првог светског рата одвијала се у контексту различитих југословенских војски све до распада Југославије 1990-их и обнове Србије као независне државе 2006. године.